# Paraplacidellus maculatus
Paraplacidellus maculatus är en insektsart som beskrevs av Zhang, Wei och Shen 2002. Paraplacidellus maculatus ingår i släktet Paraplacidellus och familjen dvärgstritar. Inga underarter finns listade i Catalogue of Life.